# Štitari
Štitari är ett samhälle i Montenegro. Det ligger i den södra delen av landet, 20 km väster om huvudstaden Podgorica. Štitari ligger 427 meter över havet och antalet invånare är 137.
Terrängen runt Štitari är lite bergig. Runt Štitari är det ganska glesbefolkat, med 48 invånare per kvadratkilometer. Närmaste större samhälle är Podgorica, 20,0 km öster om Štitari. Omgivningarna runt Štitari är en mosaik av jordbruksmark och naturlig växtlighet.